# Worldbuilding
Worldbuilding, ou construção de mundos, é o processo de construção de um mundo imaginário, muitas vezes associado a todo um universo fictício. Posto isso, desenvolver um cenário imaginário com qualidades coerentes, como história, geografia e ecologia, é uma tarefa fundamental para muitos escritores de ficção científica ou fantasia. A construção de mundos geralmente envolve a criação de mapas, uma história de fundo e raças (se estiver a escrever uma ficção especulativa), incluindo costumes sociais e, em alguns casos, uma linguagem inventada para o mundo em processo de criação.
A construção de mundos existe em romances, jogos de RPG e mídia visual, como filmes, videogames e quadrinhos. Alguns autores de ficção colocam várias obras como pertencentes ao mesmo mundo. Isso é conhecido como um universo fictício. Por exemplo, o escritor de ficção científica Jack Vance ambientou vários de seus romances em Gaean Reach, uma região fictícia do espaço. Um universo ficcional com obras de vários autores é conhecido como um mundo compartilhado. Um exemplo disso é o Universo Expandido de Star Wars.

## Etimologia
O termo "construção de mundos" (worldbuilding) foi usado pela primeira vez na Edinburgh Review, em dezembro de 1820, e apareceu na Space Time and Gravitation: An Outline of the General Relativity Theory (1920) de AS Eddington para descrever o pensamento de mundos hipotéticos com diferentes leis físicas. O termo tem sido usado na ficção científica e na crítica de fantasia desde que apareceu em Edgar Rice Burroughs: Master of Adventure (1965), de R.A. Lupoff.

## História
A criação de mundos ficcionais literários foi examinada pela primeira vez por autores de fantasia como George MacDonald, J.R.R. Tolkien, Dorothy L. Sayers e C.S. Lewis. Tolkien abordou tal questão em seu ensaio On Fairy Stories, onde afirmou que o "Mundo Secundário" ou "Sub-Criação" (o mundo construído) é substancialmente diferente da arte de escrever dramaturgias: "Muito pouco sobre as árvores como as árvores podem ser colocado em uma peça de teatro." Os mundos construídos podem, as vezes, se distanciar da narrativa, de personagens e de figuras, e podem explorar "árvores como árvores" ou aspectos do mundo em si. Tolkien procurou criar o seu mundo construído de um modo a parecer real, ao prestar uma atenção cuidadosa a enquadrá-lo com narradores e versões de histórias, nos moldes de uma mitologia real.
A análise posterior dos mundos de fantasia na década de 1960 contextualizou-os no meio ou na narrativa das obras, assim, oferecendo uma análise das histórias do mundo, mas não do mundo em si. As franquias de mídia são semelhantes aos mundos construídos, mas não dependem necessariamente deles; por exemplo, uma franquia de mídia como Star Wars tem um mundo construído, enquanto os Beatles, como uma franquia, não. Nos anos 2000, a popularidade da construção de mundos no cinema aumentou. Ademais, anteriormente os escritores procuravam criar um personagem que pudesse sustentar várias histórias, entretanto, nos dias atuais muitos deles criam um mundo que é capaz de sustentar vários personagens e histórias.

## Métodos

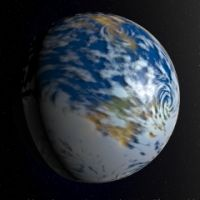
Um mundo construído renderizado visto do espaço sideral

A construção de mundos pode ser projetada de cima para baixo ou de baixo para cima, ou por uma combinação dessas abordagens. As diretrizes oficiais de construção de mundos para Dungeons & Dragons referem-se a esses termos como "de fora para dentro" e "de dentro para fora", respectivamente.  Na abordagem de cima para baixo, o designer primeiro cria uma visão geral do mundo, determinando características gerais, como habitantes do mundo, nível de tecnologia, principais características geográficas, clima e história. A partir daí, eles desenvolvem o resto do mundo em detalhes cada vez maiores. Essa abordagem pode envolver a criação do básico do mundo, seguido por níveis como continentes, civilizações, nações, cidades e vilas . Um mundo construído de cima para baixo tende a ser bem integrado, com componentes individuais se encaixando de maneira adequada. Pode, no entanto, exigir um trabalho considerável antes que detalhes suficientes sejam concluídos para que o cenário seja útil, como no cenário de uma história.
Com a abordagem ascendente, o designer concentra-se em uma pequena parte do mundo necessária para seus objetivos. Este local recebe detalhes consideráveis, como geografia local, cultura, estrutura social, governo, política, comércio e história. Indivíduos locais proeminentes podem ser descritos, incluindo seus relacionamentos com outras pessoas. As áreas circundantes são então descritas em um nível mais baixo de detalhe, com a descrição se tornando mais geral com o aumento da distância do local inicial. O designer pode posteriormente aprimorar a descrição de outras áreas do mundo. Por exemplo, um autor pode criar moedas fictícias e consultar livros fictícios para adicionar detalhes ao seu mundo.
Com a abordagem ascendente, o designer concentra-se em uma pequena parte do mundo necessária para seus propósitos. Terry Pratchett diz: "Você tinha que começar a se perguntar como a água doce entrava e o esgoto saía... Construir um mundo de baixo para cima, para usar uma frase feliz, é mais frutífero do que construir um mundo de cima para baixo."
Essa abordagem fornece aplicabilidade quase imediata do cenário, com detalhes pertinentes a uma determinada história ou situação. Não obstante, a abordagem pode resultar em um mundo infestado de inconsistências. Ao combinar as abordagens de cima para baixo e de baixo para cima, um designer pode aproveitar os benefícios de ambas. Isso é muito difícil de realizar, porém, pois a necessidade de começar pelos dois lados gera o dobro de trabalho, o que pode atrasar a finalização do produto desejado.
Apesar de exigir um trabalho considerável para desenvolver detalhes suficientes para que uma configuração seja útil, nem todos os aspectos de uma configuração podem ser explorados e, em vez disso, uma abordagem chamada construção de mundo inferida é frequentemente usada. A referida abordagem se estabelece como quando o autor fornece detalhes suficientes sobre as várias partes de um ambiente que os leitores podem extrapolar sobre o que está escrito para chegar às suas próprias conclusões sobre detalhes específicos que não foram fornecidos. Isso é especialmente útil para configurações de RPG, já que jogos individuais podem exigir que certos detalhes sejam criados caso a caso para que a história do RPG funcione.

## Elementos
Do ponto de vista do design do jogo, o objetivo da construção do mundo é criar o contexto para uma história. A consistência é um elemento importante, uma vez que o mundo fornece a base para a ação de uma história. Contudo, JRR Tolkien descreveu o objetivo da construção do mundo como a criação de imersão, ou "encantamento", como ele colocou, e as descrições do mundo podem ser totalmente desconectadas da história e da narrativa.
Um mundo desabitado pode ser útil para certos fins, especialmente na ficção científica, mas a maioria dos mundos construídos tem uma ou mais espécies sencientes. Essas espécies podem ter construído culturas e línguas. Designers de ficção científica podem projetar flora e fauna no final do processo de construção do mundo, de forma a criar, assim, formas de vida com adaptações ambientais para situações cientificamente novas.

### Física
Talvez a consideração mais básica da construção de mundos seja até que ponto um mundo fictício será baseado na física do mundo real em comparação com a magia. Embora a magia seja um elemento mais comum em cenários de fantasia, os mundos de ficção científica podem conter magia ou equivalentes tecnológicos dela — o que configura um ambiente chamado tecnomancia. Por exemplo, os Biotics da série de videogame de ficção científica Mass Effect têm habilidades, descritas cientificamente no jogo, que espelham as dos magos em jogos de fantasia. No romance de ficção científica Meia-noite no poço das almas, a magia existe, mas é explicada em termos científicos.
Alguns mundos fictícios modificam as leis da física do mundo real; a viagem mais rápida que a luz é um fator comum em grande parte da ficção científica. A construção de mundos pode combinar física e magia, como na série Dark Tower e na franquia Star Wars. Um subgênero da ficção científica, a ficção científica mundana, exige que os escritores retratem apenas tecnologia cientificamente plausível; como tal, a viagem ficcional mais rápida que a luz não é retratada nessas obras.

### Cosmologia

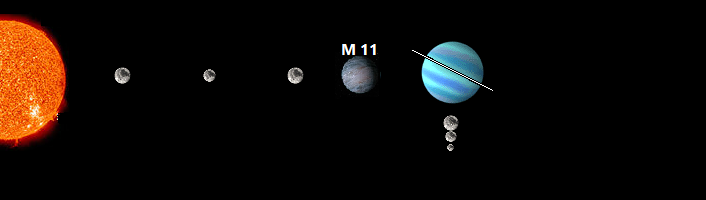
Diagrama da fictícia "Starbase 11 Star System" na série original de TV Star Trek.

Os mundos construídos geralmente têm cosmologias, tanto no sentido científico quanto metafísico da palavra. O design de mundos de ficção científica, especialmente aqueles com sociedades de viajantes espaciais, geralmente envolve a criação de um sistema estelar e planetas. Se o projetista deseja aplicar os princípios da astronomia da vida real, ele pode desenvolver medidas astronômicas detalhadas para a órbita do mundo e, também, para definir as características físicas dos outros corpos no mesmo sistema; isso estabelece parâmetros cronológicos, como a duração de um dia e a duração das estações. Alguns sistemas são intencionalmente bizarros. Para os romances de Larry Niven, The Integral Trees e The Smoke Ring, Niven projetou um ambiente de "queda livre", um anel toro gasoso de pressão, temperatura e composição habitáveis em torno de uma estrela de nêutrons.
Os mundos de fantasia também podem envolver cosmologias únicas. Em Dungeons and Dragons, o mundo físico é referido como o Plano Material Primário, mas outros planos de existência dedicados a conceitos morais ou elementares estão disponíveis para o jogo, como o cenário Spelljammer, que fornece um sistema astrofísico de fantasia inteiramente novo. Alguns mundos de fantasia apresentam religiões. A série Elder Scrolls, por exemplo, contém uma variedade de religiões praticadas pelas várias raças do mundo. O mundo do videogame Summoner, lançado em 2000, tem uma cosmologia bem desenvolvida, incluindo um mito da criação próprio.

### Geografia

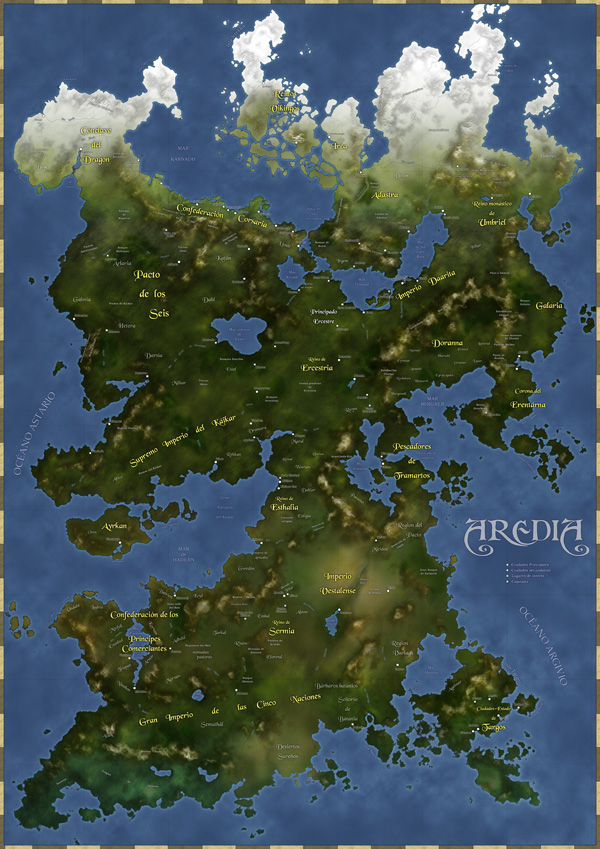
Um mapa do reino fictício de Aredia, que é usado em um RPG medieval

A construção de um mapa fictício costuma ser uma das primeiras tarefas da construção de um mundo. Os mapas podem traçar as características básicas do terreno de um mundo e as civilizações significativas presentes. Um mapa claro e conciso que exibe a localização de pontos-chave na história pode ser uma ferramenta útil para desenvolvedores e para o público em geral. Produtos criativos acabados, como livros, podem conter versões publicadas de mapas do mundo em questão; muitas edições de O Senhor dos Anéis, por exemplo, incluem mapas da Terra-média. A cartografia de mundos fictícios é regularmente chamada de geoficção.
A geografia física de um mundo fictício é importante para projetar padrões climáticos e biomas, como desertos, pântanos, montanhas e florestas. Essas características físicas também afetam o crescimento e a interação das várias sociedades, como o estabelecimento de rotas comerciais e localizações de cidades importantes. O desejo de controlar os recursos naturais em um mundo fictício pode levar à guerra entre diferentes povos. A geografia também pode definir ecossistemas para cada bioma. Frequentemente, pressupõe-se uma ecologia semelhante à da Terra, mas os designers podem variar drasticamente em relação a essa tendência. Por exemplo, o conto de Isaac Asimov, The Talking Stone, apresenta uma forma de vida baseada em silício em vez de carbono.
Alguns programas de software podem criar um terreno aleatório usando algoritmos fractais. Programas sofisticados podem aplicar efeitos geológicos, como movimento da placa tectônica e erosão; o mundo resultante pode ser renderizado em grande detalhe, fornecendo um certo grau de realismo ao resultado.

### Cultura
Culturas construídas, ou concultures, são um elemento típico do processo de construção de mundos. Os designers de mundos habitualmente empregam civilizações humanas passadas como modelo para sociedades fictícias. O videogame de 1990 Worlds of Ultima: The Savage Empire, por exemplo, se passa em um mundo cheio de tribos baseadas em civilizações do início da Mesoamérica e da África. Esse método pode tornar um mundo fictício mais acessível para o público. Simon Provencher declarou como uma 'Regra de Ouro' de construção de mundo que "... a menos que especificado de outra forma, tudo dentro do seu mundo deve se comportar exatamente como se comportaria no mundo real." Outro exemplo é Steven S. Long, um representante do jogo de RPG Champions, que afirmou que "Tudo o que aconteceu no mundo real também se desenrolou exatamente da mesma maneira no universo de Champions." Isso significa que quaisquer guerras e avanços tecnológicos passados em nosso mundo ocorreram da mesma forma no Universo dos Campeões, a menos que explicado de outra forma.
Criar uma cultura alienígena coesa pode ser um desafio distinto para os construtores de mundos. Alguns designers visualizaram civilizações humanas em busca de inspiração para fazê-la, como no caso dos romulanos em Star Trek, cujas características culturais assemelham-se às da sociedade da Roma antiga. A história do mundo fictício pode explicar as relações passadas e presentes entre diferentes sociedades, e que podem, então, apresentar a ação de uma história. Uma guerra passada, por exemplo, funciona como um aspecto importante do enredo nas séries Shannara e Belgariad.

## Tipos de mundos construídos
Exemplos de mundos construídos incluem o Discworld de Terry Pratchett, a pseudo-Terra da era Hiboriana na série Conan, o planeta Arrakis na série Duna, o continente de Tamriel na série de jogos Elder Scrolls, o universo de Earthsea criado por Ursula K. Le Guin, além de Gethen, o subcontinente de Nausicaä do Vale do Vento de Hayao Miyazaki, e também, por fim, Arda, de J.R.R. Tolkien, o planeta onde a Terra-média é localizada, em O Senhor dos Anéis.
Os mundos construídos nem sempre se limitam a um tipo de história. Lawrence Watt-Evans e Steven Brust criaram Ethshar e Dragaera, respectivamente, para jogos de RPG antes de usá-los como cenários para romances. M.A.R. Barker projetou originalmente o Tékumel bem antes do advento dos jogos de RPG, mas muitos jogadores, incluindo o próprio Barker, o usaram como cenário para tais jogos.
Um universo compartilhado é um universo ficcional que pode ser usado por diferentes autores. Exemplos de universos compartilhados incluem o universo expandido de Star Wars e o cenário de campanha desenvolvido especificamente para jogos de RPG, principalmente aqueles relativos ao sistema de Dungeons and Dragons. Um dos mais antigos deles é Oerth, um mundo desenvolvido para o cenário Greyhawk de Dungeons and Dragons. Forgotten Realms é outro cenário de D&D — originalmente um mundo de campanha caseiro de Ed Greenwood.